# Porto di Reggio Calabria

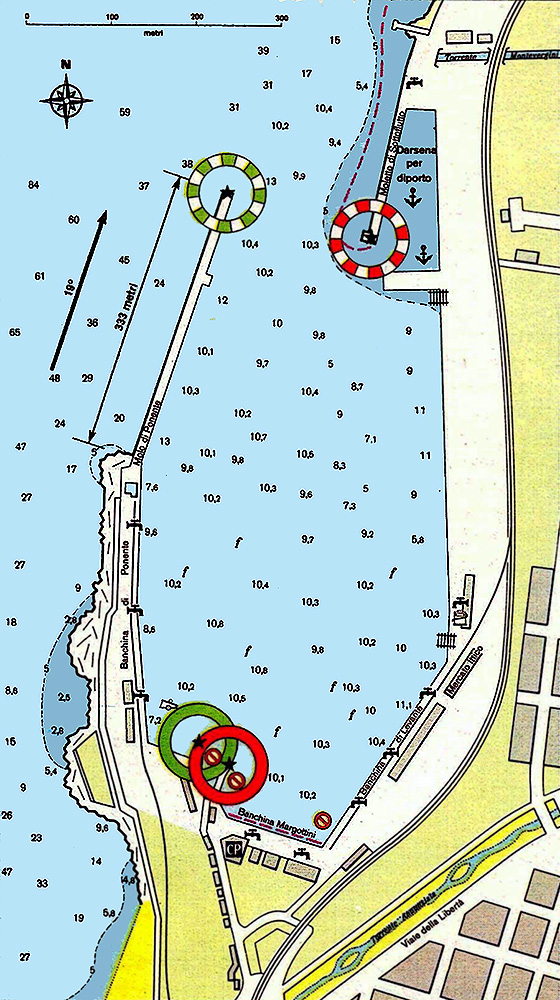
Cartina del Porto di Reggio

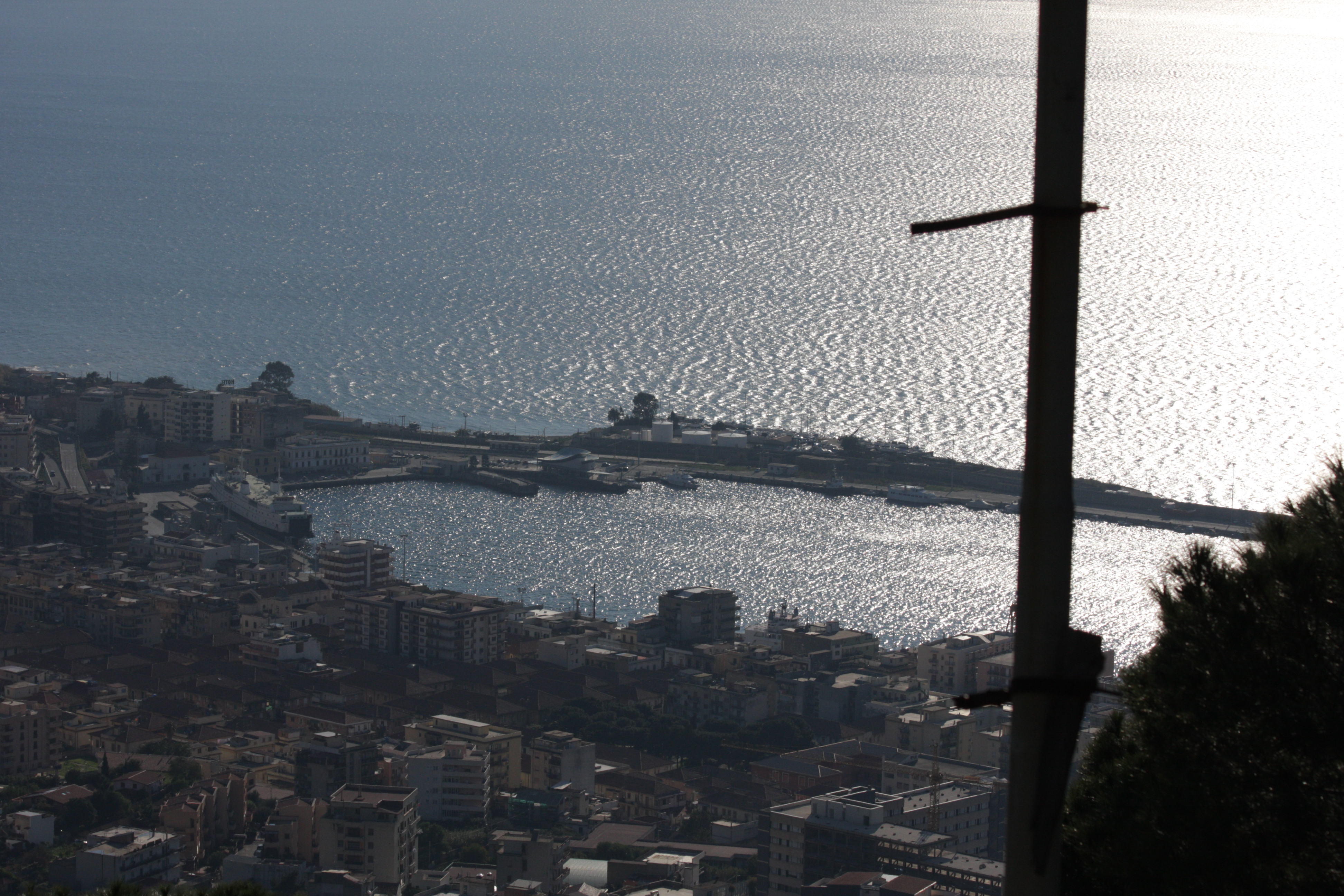
Veduta del porto dalla collina di Pentimele

Il porto di Reggio Calabria (classe II) è uno dei maggiori porti della Calabria, sede della direzione marittima della regione. Secondo l'aggiornamento ISTAT del 2006, con oltre 10 milioni di passeggeri trasportati all'anno è il secondo porto italiano nel settore dopo quello di Messina. Fu costruito nel 1873
Il porto di Reggio, che si apre sulla sponda orientale dello Stretto, è costituito da un bacino artificiale protetto dalla lunga Banchina di Ponente. La città di Reggio si affaccia sul porto con il quartiere Santa Caterina.
Sul lato interno si trova la banchina di levante con il mercato ittico, la banchina Margottini e, più a sud, il molo di sottoflutto destinato alle imbarcazioni da diporto. Una banchina è invece destinata alla pesca.
La bocca di entrata è larga 110 m, mentre le banchine misurano circa 2,5 km. I fondali sono profondi mediamente 7,50 m, mentre la superficie complessiva del bacino occupa 100000 m² e la differenza di livello-marea è di 60 cm.
Presso il porto si trovano gli uffici della sanità marittima e aerea, e l'ufficio veterinario. Dal molo di ponente si può osservare un ampio e suggestivo panorama della città di Reggio.

## Collegamenti
Il porto di Reggio Calabria è collegato con Messina, con le isole Eolie e con Malta:
- i collegamenti veloci con Messina sono effettuati tramite i catamarani di Liberty Lines;
- il collegamento veloce con le isole Eolie è effettuato attraverso gli aliscafi di Liberty Lines;
- il trasporto di mezzi gommati per Messina e Tremestieri viene effettuato da Meridiano Lines;
- il collegamento con Malta effettuato con navi di Ma.Re.Si. e della compagnia maltese SeaMalta.
- è inoltre attivo, da giugno 2007, un collegamento veloce anche con Taormina.

## Servizi portuali
Dal 1929, la darsena del porto di Reggio è gestita dalla Compagnia portuale "Tommaso Gulli" che si occupa del traffico merci e del sollevamento portuale ed extraportuale. La compagnia portuale è stata istituita, sotto forma di ente con il diretto controllo del Ministero della Navigazione, fra i lavoratori dei porti di Reggio Calabria e Villa San Giovanni, nel 1993 si trasformò in una s.r.l.

## Fari del porto
|                    | Porto di Reggio Calabria | Porto di Reggio Calabria |
| Molo di ponente    | Molo di sottoflutto      |                          |
| ------------------ | ------------------------ | ------------------------ |
| Colore fanale      | Verde                    | Rosso                    |
| Costruzione        | /                        | /                        |
| Attivazione        | /                        | /                        |
| Posizione          | -                        | -                        |
| Altezza            |                          |                          |
| Elevazione s.l.m.  |                          |                          |
| Portata            | -                        | -                        |
| Identificazione    | /                        | /                        |
| Visite             | /                        | /                        |
| Tipo segnalamento  | /                        | /                        |
| Nº elenco fari     | 2728                     | 2732                     |
| Tipo alimentazione | Rete                     | Rete                     |

## Mercato ittico
Costruito nel 1958 e ristrutturato nel 1977, il mercato ittico, orientato al consumo, è gestito dal comune di Reggio. I suoi acquirenti sono essenzialmente dettaglianti, grossisti, ambulanti, ristoratori e pescherie. Il prezzo del prodotto è fissato con trattativa diretta.
Il pescato del mercato ittico di Reggio Calabria proviene dallo stesso porto di Reggio e da quelli di Mazara del Vallo, Bari, Ancona e Trieste, mentre i prodotti d'importazione provengono da Norvegia, Spagna, Portogallo, Marocco e Senegal.
I prodotti commercializzati sono il pesce azzurro, il pesce spada, le orate, le spigole, le triglie; quelli d'importazione sono salmoni, pesci spada e merluzzi.

## Porticciolo turistico
Sul molo settentrionale sorge il porticciolo turistico che tra l'altro ospita anche mezzi militari della capitaneria di porto, della guardia di finanza e della polizia.
Con una capacità di circa 100 posti barca, gestito da anni dalla Compagnia Portuale "Tommaso Gulli", offre servizi a terra: telefono, rifornimento, acqua ed energia, docce, autobus per la città.

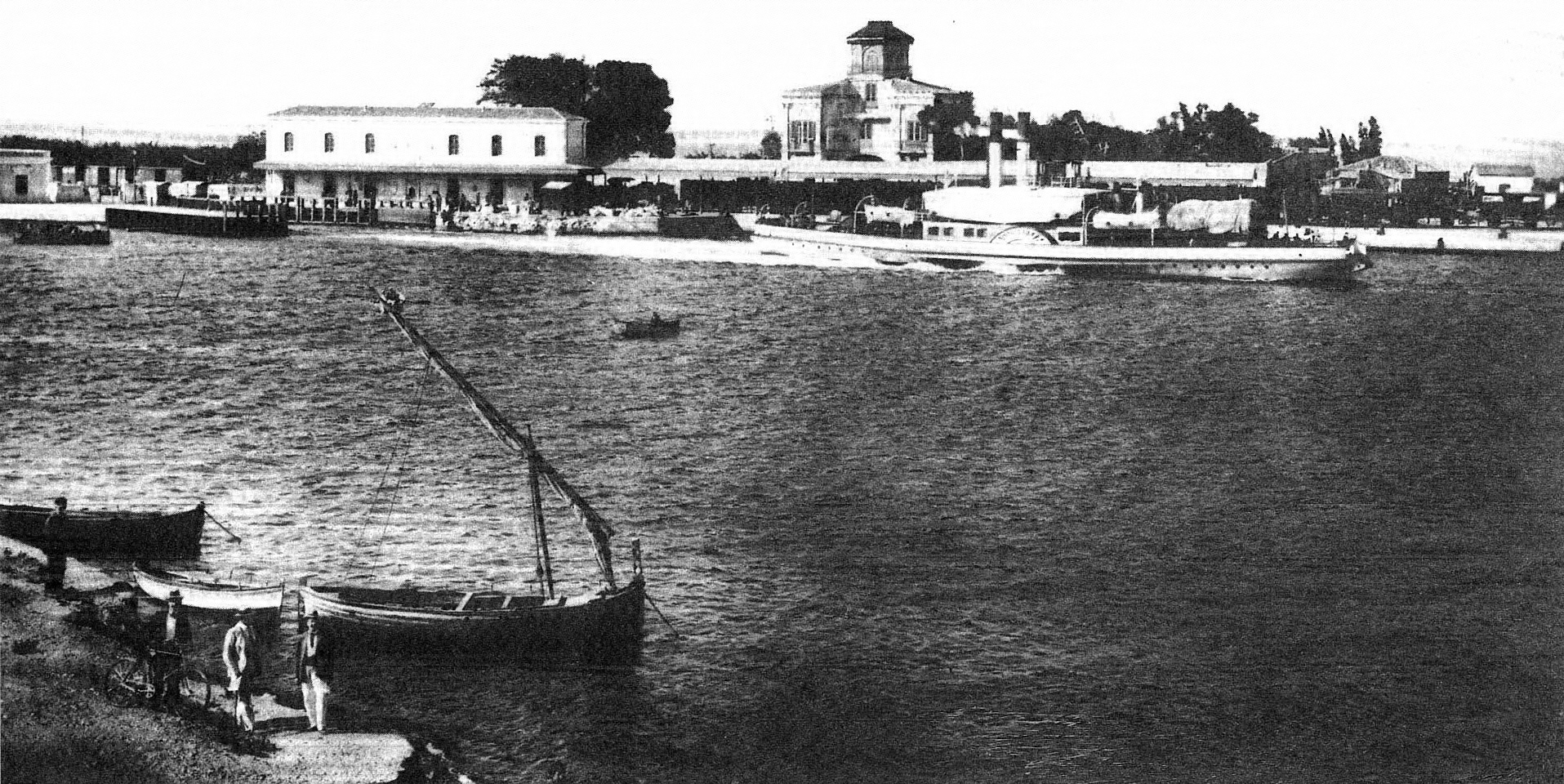
Un ferry-boat nel porto di Reggio diretto a Messina, XIX secolo.

## Venti
- La zona del porto è interessata dai venti che appartengono al I e II quadrante, da nord nord-ovest e ovest nord-ovest sono di traversia.